# Leif Norrgård

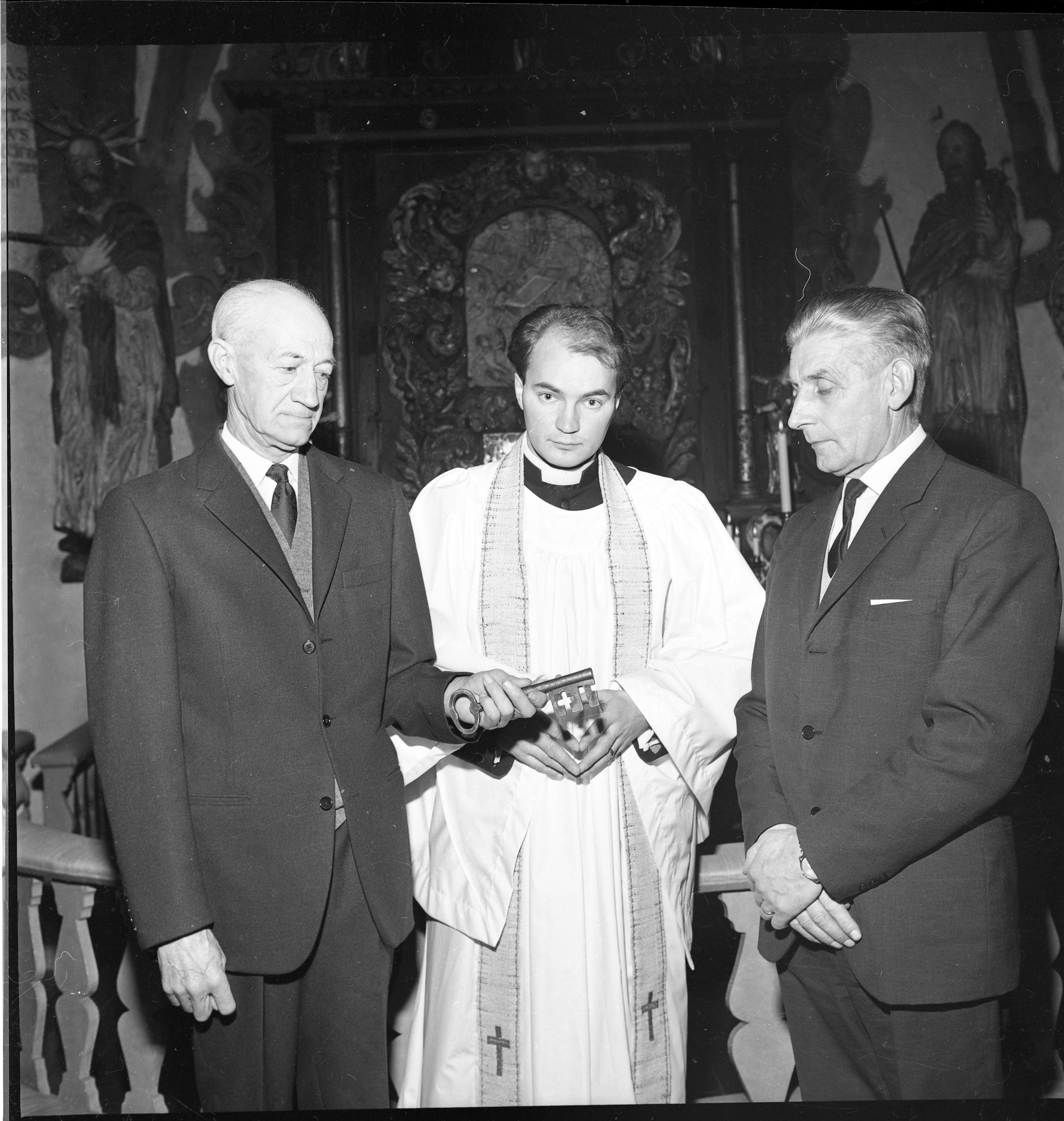
I Brahekyrkan 1968

Leif Rune Norrgård, född 12 december 1943 i Sundsvalls församling, död 16 mars 2024 i Oskarshamn, var en svensk präst. Han är far till Gabriel Norrgård.

## Biografi
Norrgård växte upp i en sekulär familj och konfirmerades i Selånger. Han prästvigdes år 1968 av den dåvarande biskopen i Skara, Sven Danell, men arbetade aldrig i Skara stift. Istället flyttade han med sin familj till Etiopien och arbetade där som rektor för Lutherska teologiska seminariet i Āsela. På grund av oroligheterna i landet återvände de till Sverige 1972. Därefter verkade Norrgård som präst i församlingarna Nydala, Traryd, Hinneryd och Bäckebo. År 1983 kom han till Döderhult, där han var verksam som kyrkoherde i Döderhults församling och senare även som kontraktsprost i Stranda och Handbörds kontrakt. Norrgård gick i pension 2011 men fortsatte arbeta därefter, bland annat som tillförordnad kyrkoherde i Högsby pastorat.